# Bistum Ibiza
Das Bistum Ibiza (lateinisch Dioecesis Ebusitana, katalanisch Bisbat d’Eivissa, spanisch Diócesis de Ibiza) ist eine in Spanien gelegene römisch-katholische Diözese mit Sitz in der Stadt Ibiza (Ciutat d’Eivissa).

## Geschichte
Das Bistum Ibiza wurde am 30. April 1782 durch Papst Pius VI. mit der Apostolischen Konstitution Ineffabilis Dei errichtet und dem Erzbistum Tarragona als Suffraganbistum unterstellt. zwischen 5. September 1851 bis 1927 war es mit dem Bistum Mallorca vereint. 1949 wurde das Bistum Ibiza dem Erzbistum Valencia als Suffraganbistum unterstellt.

## Bischöfe von Ibiza
- Manuel Abad y Lasierra, 1783–1787, dann Bischof von Astorga
- Eustaquio Azara OSB, 1788–1794, dann Bischof von Barcelona
- Clemens Llocer, 1795–1805
- Blas Jacobo Beltrán, 1805–1815, dann Bischof von Coria
- Felipe González Abarca OdeM, 1816–1829, dann Bischof von Santander
- Basilio Antonio Carrasco y Hernando OdeM, 1831–1852

### Nach Auflösung der Fusion
- - Salvio Huix Miralpéix, CO Apostolischer Administrator: 1928–1935
  - Antonio Cardona Riera Apostolischer Administrator: 1935–1950
- Antonio Cardona Riera, 1950–1960
- Francisco Planas Muntaner, 1960–1976
- José Gea Escolano, 1976–1987, dann Bischof von Mondoñedo-Ferrol
- Manuel Ureña Pastor, 1988–1991, dann Bischof von Alcalá de Henares
- Javier Salinas Viñals, 1992–1997, dann Bischof von Tortosa
- Agustín Cortés Soriano, 1998–2004, dann Bischof von Sant Feliu de Llobregat
- Vicente Juan Segura, 2005–2020, dann Weihbischof in Valencia
- Vicente Ribas Prats, seit 2021

## Weblinks

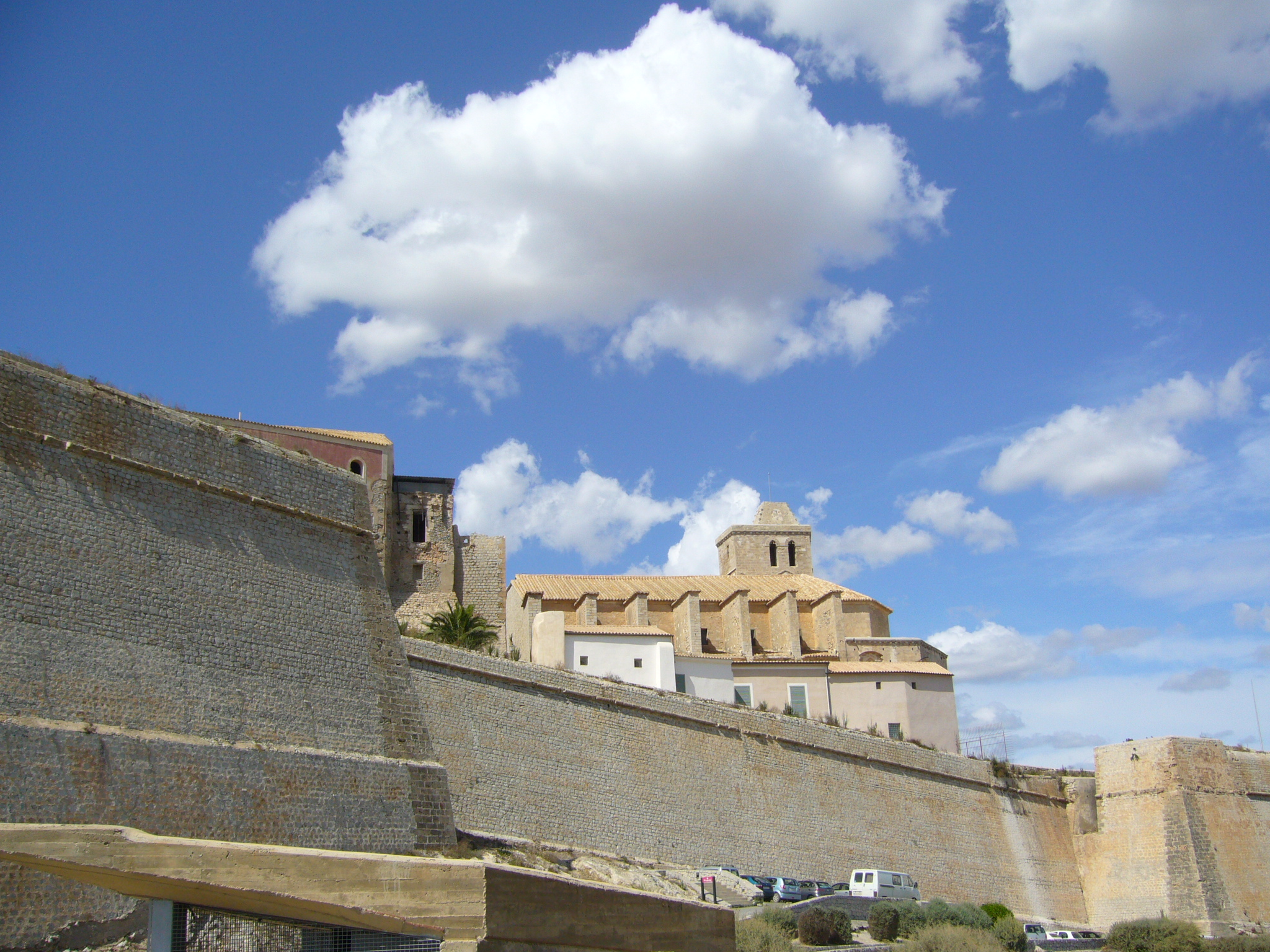
Kathedrale Santa María in Ibiza
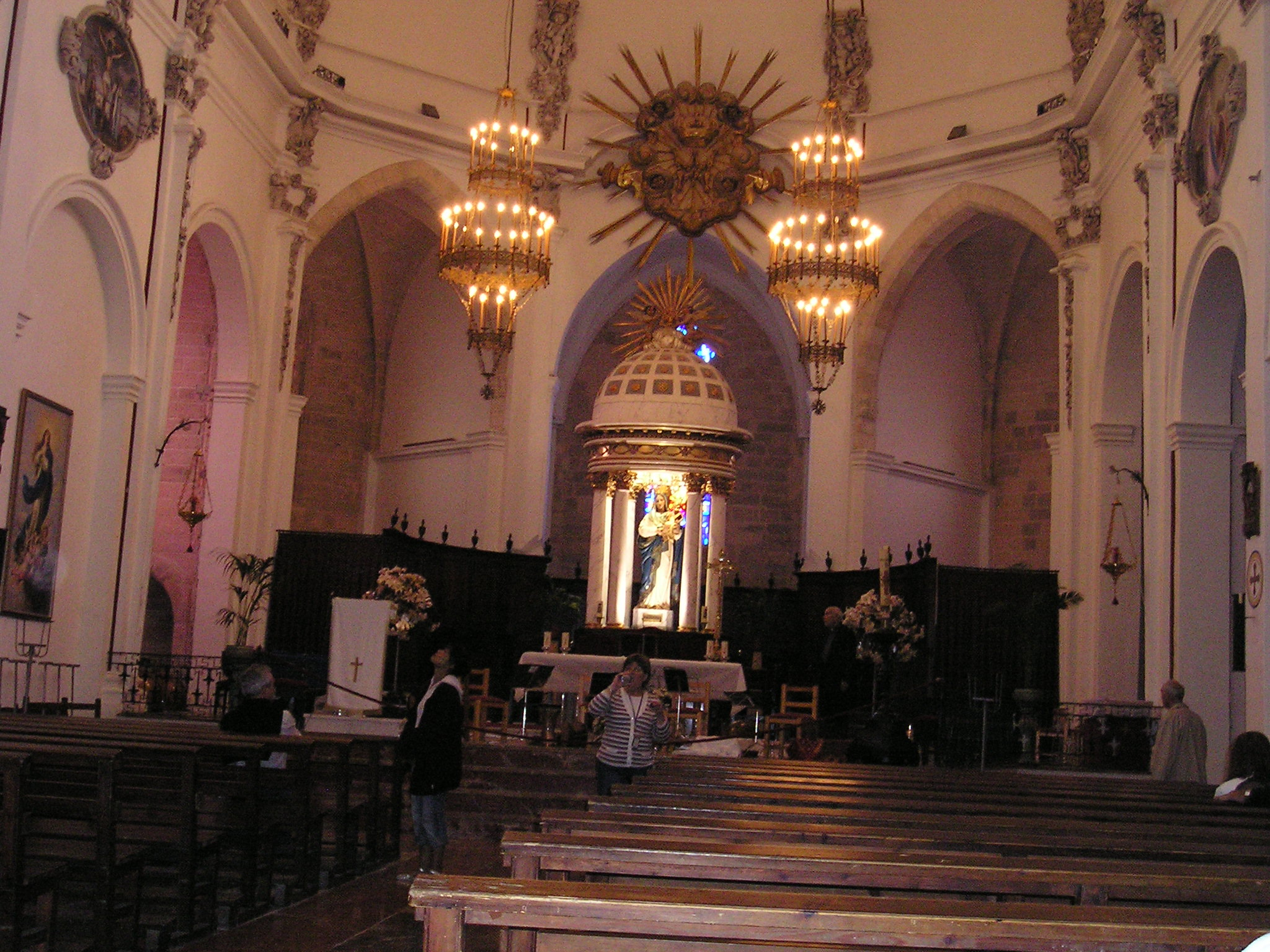
Altar der Kathedrale in der Stadt Ibiza
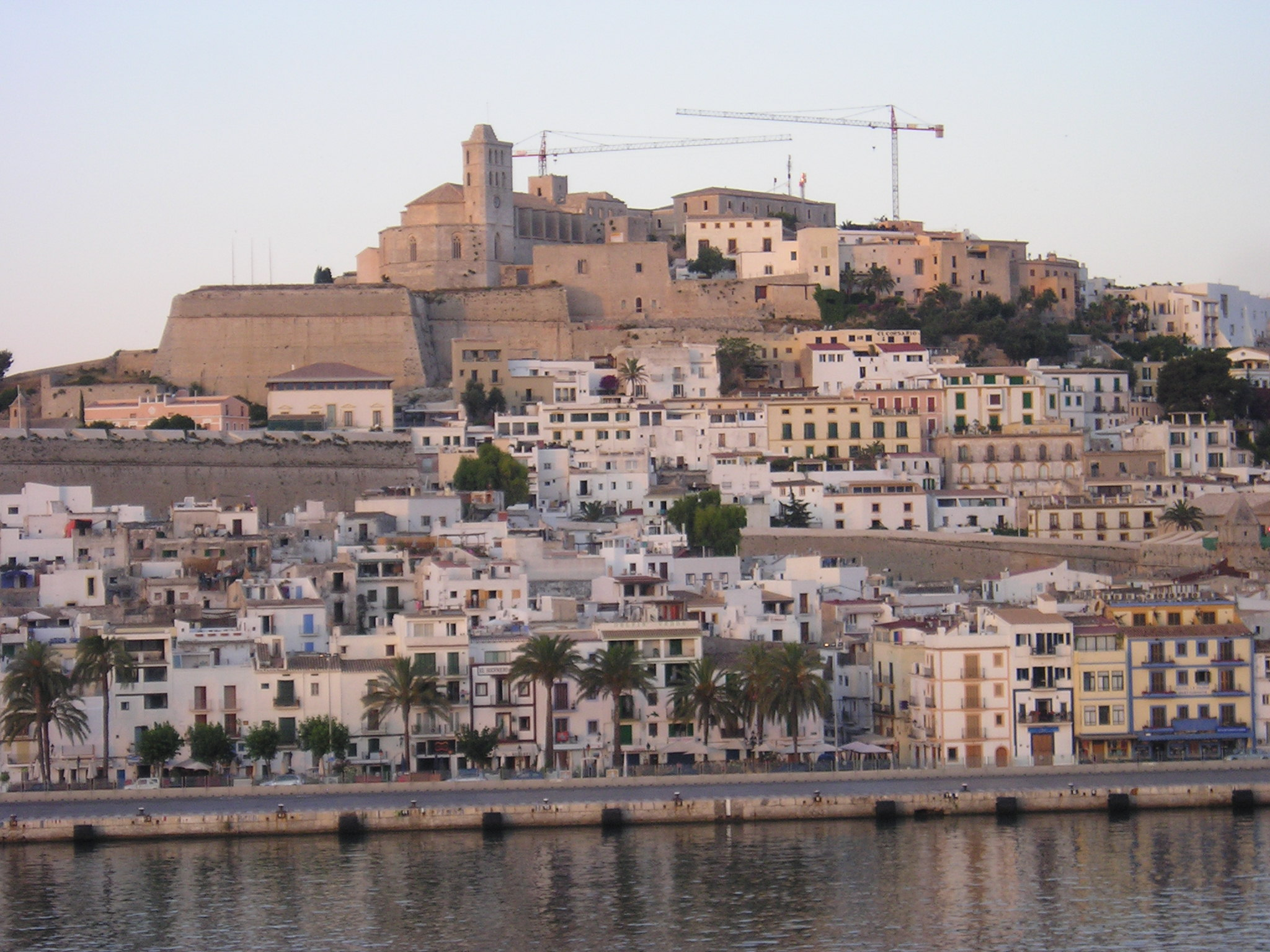
Ibiza, Altstadt mit Kathedrale